# Bantay
Bantay (Bayan ng Bantay) är en kommun i Filippinerna. Kommunen ligger på ön Luzon, och tillhör provinsen Södra Ilocos. Folkmängden uppgår till 30 519 invånare.

## Källor

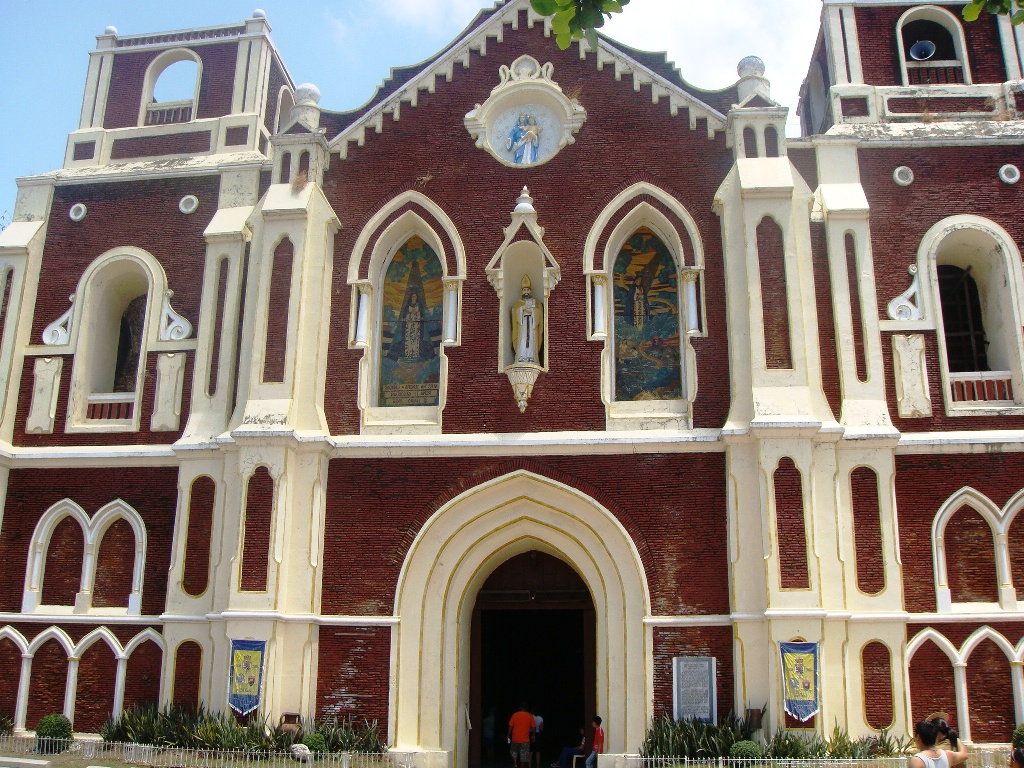

## Barangayer
Bantay är indelat i 34 barangayer.
| - Aggay - An-annam - Balaleng - Banaoang - Bulag - Buquig - Cabalanggan - Cabaroan - Cabusligan - Capangdanan - Guimod - Lingsat | - Malingeb - Mira - Naguiddayan - Ora - Paing - Puspus - Quimmarayan - Sagneb - Sagpat - San Mariano (Sallacong) - San Isidro | - San Julian - Sinabaan - Taguiporo - Taleb - Tay-ac - Barangay 1 (Pob.) - Barangay 2 (Pob.) - Barangay 3 (Pob.) - Barangay 4 (Pob.) - Barangay 5 (Pob.) - Barangay 6 (Pob.) |